# Palcownik pręgowany
Palcownik pręgowany (Dactylopsila trivirgata) – gatunek ssaka, torbacza z podrodziny Dactylopsilinae w obrębie rodziny lotopałankowatych (Petauridae).

## Budowa
Palcownik pręgowany należy do torbaczy średnich rozmiarów. Głowa i ciało zwierzęcia mierzą od 24 do 28 cm. Długość ogona wynosi 32–39 cm. Samce osiągają masę 428–545 g, samice natomiast od 310 do 475 g.
Sierść zwierzęcia tworzy trzy charakterystyczne czarne pasy. Pośrodkowy zaczyna się na przodzie głowy, po czym biegnie grzbietem aż do ogona. Towarzyszą mu dwa pasy boczne, poczynające się na pysku i biegnące w okolicy oczu i uszu do zadu zwierzęcia.
Palcownik ma największy mózg w stosunku do wielkości ciała wśród torbaczy, co zawdzięcza zaokrąglonej mózgoczaszce.
Siekacze szczęki i żuchwy są dobrze zbudowane, długie. Język też jest wydłużony.
Czwarty palec dłoni jest dwa razy dłuższy od piątego. Palcownik długopalcy odróżnia się jeszcze dłuższym czwartym palcem dłoni. Puszysty ogon przekracza długość głowy i tułowia. Palcownik wielkoogonowy odróżnia się odeń bardziej włochatym ogonem, palcownik wyspowy natomiast krótszym.

## Systematyka
Palcownik pręgowany zalicza się to torbaczy, których współcześni przedstawiciele tworzą dwa nadrzędy, Amerideplhia i Australidelphia. Do tego ostatniego zalicza się rząd dwuprzodozębowce. Wedle jednego z podziału w rzędzie tym wyróżnia się podrzędy wombatokształtnych, kangurokształtnych  oraz pałankokszałtnych czy też workolotokształtnych, do którego należą drzewnicowate, pałankowate, pseudopałankowate, akrobatkowate, ostronogowate oraz lotopałankowate.
Niektóre źródła nie wyróżniają podrodzin w rodzinie lotopałankowatych.
Gatunek po raz pierwszy zgodnie z zasadami nazewnictwa binominalnego opisał w 1858 roku angielski zoolog John Edward Gray nadając mu nazwę Dactylopsila trivirgata. Miejsce typowe to Wyspy Aru, Indonezja. Holotyp to skóra i czaszka dorosłej samicy o sygnaturze 1858.2.20.5 z kolekcji Muzeum Historii Naturalnej w Londynie; zebrany przez brytyjskiego przyrodnika i podróżnika Alfreda Russela Wallace’a.
W obrębie gatunku wyróżnia się 4 podgatunki. Podstawowe dane taksonomiczne podgatunków (oprócz nominatywnego) przedstawia poniższa tabelka:
| Podgatunek     | Oryginalna nazwa      | Autor i rok opisu | Miejsce typowe                                                           | Holotyp |
| -------------- | --------------------- | ----------------- | ------------------------------------------------------------------------ | --- |
| D. t. melampus | Dactylopsila melampus | O. Thomas, 1908   | Kokoda, na wysokości 1000 ft (305 m), obszar rzeki Mambare, Nowa Gwinea. | Dorosła samica (sygn. BMNH 7.2.1.14, Muzeum Historii Naturalnej w Londynie); zebrany 12 lipca 1906 roku przez australijskiego prawnika Charlesa Moncktona. |
| D. t. picata   | Dactylopsila picata   | O. Thomas, 1908   | Somerset (w oryg. Port Albany), Jork, Queensland, Australia.             | Dorosła samica (sygn. BMNH 66.4.23.1, Muzeum Historii Naturalnej w Londynie); zebrany przez pana Coxena.                                                   |
| D. t. kataui   | Dactylopsila kataui   | Matschie, 1916    | Katau, w pobliżu ujścia rzeki Fly, Papua-Nowa Gwinea.                    | Młodociana samica (sygn. ZMB 5688/22664, Muzeum Historii Naturalnej w Berlinie); zebrany przez włoskiego przyrodnika i podróżnika Luigiego d’Albertisa.    |

## Rozmieszczenie geograficzne
Jedynym podgatunkiem australijskim jest D. t. picata, spotykana w północno-wschodnim Queenslandzie od Iron Range do Mount Speck. Podgatunek nominatywny zamieszkuje wyspy Waigeo, zachodnią Nową Gwineę, w tym Yapen, a także wyspy Aru. D. t. kataui zamieszkuje południową i środkową Nową Gwineę, dokładniej zasiedlając okolice rzeki Fly. D. t. melampus także zasiedla Papuę-Nową Gwineę, na wschodzie. Zasiedla niziny i pogórza. Żyje w lasach, zwłaszcza łęgowych i monsunowych, także niżej położonych lasach górskich. W Australii zamieszkuje też lasy deszczowe.

## Ekologia
Palcownik pręgowany wiedzie nadrzewny tryb życia. Mniejsze samce zamieszkują areały o powierzchni 5,2 do 6,5 ha, podczas gdy większe osobniki mogą bytować na obszarze do 21,3 ha.
W diecie palcownika pręgowanego istotną rolę odgrywają larwy chrząszczy drążące w drewnie. Palcownik najpierw opukuje korę drzewa, potem uważnie nasłuchuje drążących pod nią larw. Silnymi siekaczami górnymi i dolnymi palcownik przegryza korę, by dostać się do żyjących w środku larw. Następnie wkłada w otwór swój wydłużony czwarty palec dłoni, dźgając nim i w ten sposób wydobywając larwę na zewnątrz. Pomaga sobie też długim językiem. Podobny sposób odżywiania się występuje u palczaka madagaskarskiego. Ponadto palcownik spożywa mrówkowate i termity, chrząszcze, ćmy i karaluchy, pluskwiaki, ale też pokarm roślinny, jak owoce i płyny roślinne, w tym nektar, a być może spożywa także pyłek.
Aktywność przypada na noc. Za dnia palcownik ukrywa się w swym gnieździe zbudowanym z liści w dziupli drzewa bądź niekiedy wśród epifitów. W lasach z pnączami obserwowano nieliczne legowiska na drzewach o średnicy przynajmniej 30 cm (pomiar na wysokości ludzkiej piersi). W dziuplach spotykano osobniki samotne bądź matki z dziećmi, ale także pary. Legowiska te często są zmieniane, prawdopodobnie redukuje to zagrożenie ze strony drapieżników takich jak pyton Morelia amethistina czy sowy.
Zwierzę żyje samotnie bądź do pewnego stopnia w parach. Wydaje z siebie dwusylabowe, gardłowe dźwięki, w anglojęzycznej transkrypcji zapisywane jako gar-gair. Głośniejszy dźwięk wydaje w razie złapania przez drapieżnika. Ponieważ dźwięk ten odbierają natychmiast inne osobniki, wydaje się być do nich kierowany.

## Rozmnażanie
Zebrano nieliczne informacje o rozrodzie palcownika pręgowanego. Rozród trwa prawdopodobnie przez cały rok, aczkolwiek szczyt występuje od marca do czerwca przynajmniej w populacji australijskiej. Występuje ciąża, po której samica wydaje na świat jedno bądź dwa młode. Istnieją pojedyncze doniesienia o napotkaniu samicy z młodym: w styczniu, w październiku (z bliźniętami) oraz we wrześniu (w tym wypadku nosiła młode na grzbiecie).

## Status
Jest to gatunek najmniejszej troski. Ma szeroki zasięg występowania, co może wskazywać na znaczną liczebność. Nic nie wskazuje też na spadek liczebności populacji. Jego zasięg obejmuje też kilka terenów chronionych, niemniej palcownik radzi sobie także na terenach zmodyfikowanych działalnością ludzką. Wśród zagrożeń na Nowej Gwinei wymienia się wylesianie związane z rozwojem rolnictwa, pada również obiektem polowań na mięso, choć to akurat nie wydaje się istotnym zagrożeniem. W Australii nie wymienia się istotnych zagrożeń dla zwierzęcia.